# Макридов, Николай Афанасьевич
Никола́й Афана́сьевич Макри́дов (21 апреля 1920, дер. Милеево — 21 сентября 1994, Одесса) — участник Великой Отечественной войны, комсорг 493-го стрелкового полка 159-й стрелковой дивизии 5-й армии 3-го Белорусского фронта, полковник запаса, Герой Советского Союза.

## Биография
Николай Афанасьевич Макридов родился в деревне Миле́ево 21 апреля 1920 года (по его собственным словам, подлинный год рождения 1921, но лишний год был приписан, чтобы скорее попасть в армию) в крестьянской семье, где было пятеро детей.
Отец — Макридов Афанасий Петрович (1895—1950), мать — Александра Яковлевна (1895—1961).
В семье было три брата и две сестры:
- старший брат Михаил (05.09.1915-05.02.1997)  жил на х. Кочеванчик Азовского р-она Ростовской обл.;
- младший брат Александр погиб на фронте в 1944 г. ;
- сестра Мария (по мужу Степаненкова, род. 20.04.1923 — ум. 01.03.2008) жила в п. Бетлица, Калужской области, Куйбышевского района;
- сестра Зинаида (по мужу Красильникова, род. 19.04.1931 — ум. 17.06.2007), жила в г. Иваново Ивановской области.

Среднее образование Николай получил в Мокровской школе.
В 1936 году вступил в комсомол, работал в районном комитете комсомола.
В 1940 году был призван в ряды Красной Армии.

### Великая Отечественная война
- На фронте был рядовым солдатом пехоты с первого дня, 22 июня 1941 года, так как часть стояла в Коломые (Ивано-Франковская область, Западная Украина) на границе с Румынией.
- Участник тяжелых оборонительных боев на юге страны, где был дважды ранен.
- В 1942 окончил курсы политработников, комсорг батальона.
- Член КПСС с 1943 года, с мая 1943 — комсорг полка.
- В боях под Ленинградом, в Прибалтике и Белоруссии не раз отличался в бою, был награждён орденом Отечественной войны 2-й степени и медалью «За отвагу».
- В середине июля 1944 успешно форсировал реку Неман северо-западнее Каунаса (Литва), участвовал в отражении многочисленных контратак врага.
- 17 августа 1944 года одним из первых в дивизии вышел на Государственную границу с Восточной Пруссией.
- При представлении к званию Героя Советского Союза — старший лейтенант, комсорг 491-го стрелкового полка 159-й стрелковой дивизии 5-й армии. Звание присвоено 23 марта 1945 году. Войну закончил в звании капитана.
- Участник боёв с японскими милитаристами.
- Был дважды ранен, контужен, находился в госпиталях, но возвращался на фронт.

### Послевоенные годы
В 1951 году назначен заместителем начальника курсов по подготовке лейтенантов Горьковского зенитно-артиллерийского училища, а затем заместителем командира дивизиона по политчасти курсантов Одесского зенитно-артиллерийского училища.
В 1953 году заочно окончил Военно-политическую академию им. В. И. Ленина в Москве.
В 1954 году назначен заместителей начальника политотдела зенитно-артиллерийской дивизии, начальником политотдела зенитно-артиллерийской бригады ГСВГ (Группы советских войск в Германии).
В 1959 году преподавателем, старшим преподавателем партийно-политической работы и основ воинского воспитания Одесского артиллерийского училища им. М. В. Фрунзе, заместителем по политчасти начальника окружного военного госпиталя, старшим инструктором по марксистско-ленинскому образованию политотдела штаба и управлений Одесского военного округа.
В 1962 году закончил Центральные ордена Ленина Краснознамённые артиллерийские офицерские курсы в Ленинграде.
Звание полковника присвоено 05.07.1966 (приказ Министра Обороны СССР № 087 от 01.07.1966).
В 1967 году назначен старшим инструктором по организационно-партийной работе, избран секретарём партийной комиссии штаба и управлений ГСВГ (Группы советских войск в Германии).
В 1972 году избран секретарём партийной комиссии при политотделе спецчастей Одесского гарнизона.
Уволился в запас в феврале 1974 года, как выслуживший установленные законом сроки службы.
В сентябре 1974 года поступил на работу в Одесское областное Управление лесного хозяйства и лесозаготовок при исполкоме Одесского Совета народных депутатов на должность охотоведа-инспектора.
Умер в Одессе 21 сентября 1994 года, похоронен на 2-м кладбище в Одессе, Украина.

## Семья
- Жена — Макридова (дев. Хо́денкова) Ксе́ния Григо́рьевна (род. 20.10.1924 в дер. Нижние Барсуки, Куйбышевского районна, Калужской области, ум. 19.02.2004 в г. в Одессе, Украина).
- Дочери — Ирина (род. 06.12.1949 в Москве); Наталья (род. 13.04.1953 — ум. 22.06.1953 в Одессе); Татьяна (род. 12.01.1956 в Дрездене, ГДР).

## Награды
- Звание Героя Советского Союза присвоено Указом Президиума Верховного Совета СССР от 24 марта 1945 года с вручением ордена Ленина и медали «Золотая Звезда»,
- два ордена Красной Звезды за боевые отличия — октябрь 1944 и за выслугу лет в СА — 30.12.1956,
- два ордена Отечественной войны первой (за боевые отличия — сентябрь 1945) и второй степеней (апрель 1944),
- медаль «За отвагу» (за боевые отличия, август 1943), медаль «За взятие Кёнигсберга», медаль «За боевые заслуги» — за выслугу лет в Советской армии — 15.5.1951, медаль «За победу над Германией» — 9.5.1945, медаль «За победу над Японией» — 3.9.1945, а также множество других памятных и юбилейных медалей, среди которых медаль «Тридцать лет победы в Великой Отечественной войне 1941—1945 гг.», медаль «30 лет Советской армии и флота» — 22.2.1948, медаль «40 лет Вооруженных сил СССР» — 22.2.1958, медаль «За безупречную службу» I степени — за выслугу лет 10.1.1961, медаль «За оборону Киева» — за участие в обороне Киева 21.6.1962, юбилейная медаль «XX лет победы в Великой Отечественной войне» — указ Президиума Верховного Совета СССР от 8.5.1965, медаль «За воинскую доблесть» (юбилейная)- приказ ГК ГСВГ № 32 от 13.4.1970, медаль «25 лет победы в ВОВ» — 24.4.1970 юбилейная «XXX лет победы», медаль «40 лет победы» — указ президиума Верх. Совета СССР от 11.03.1985.

## Память
- В Москве на Поклонной горе в Золотом зале Героев фамилия Макридова Н. А. имеется среди других Героев Советского Союза.
- Документы, фотографии и личные вещи Н. А. Макридова хранятся в музеях Калининграда, Калуги, Одесского военного округа и др.
- В музее Мемориала «Безымянная высота» хранятся фотографии Н. А. Макридова, который привёз факел с вечным огнём на торжественное открытие Мемориала[2]. (Мемориал «Безымянная высота» находится в 9 км от Бетлицы, где после войны жили сестра Мария и другие родственники Н. А. Макридова. На кладбище похоронены его родители).
- На родине, в Мокровской школе, где он учился, есть дружина, носящая имя Макридова Николая Афанасьевича.
- В школьных музеях Мокровской и Бетлицкой школ хранятся копии его писем матери с фронта, документы, фотографии и личные вещи Н. А. Макридова.